# Indian Regional Navigation Satellite System

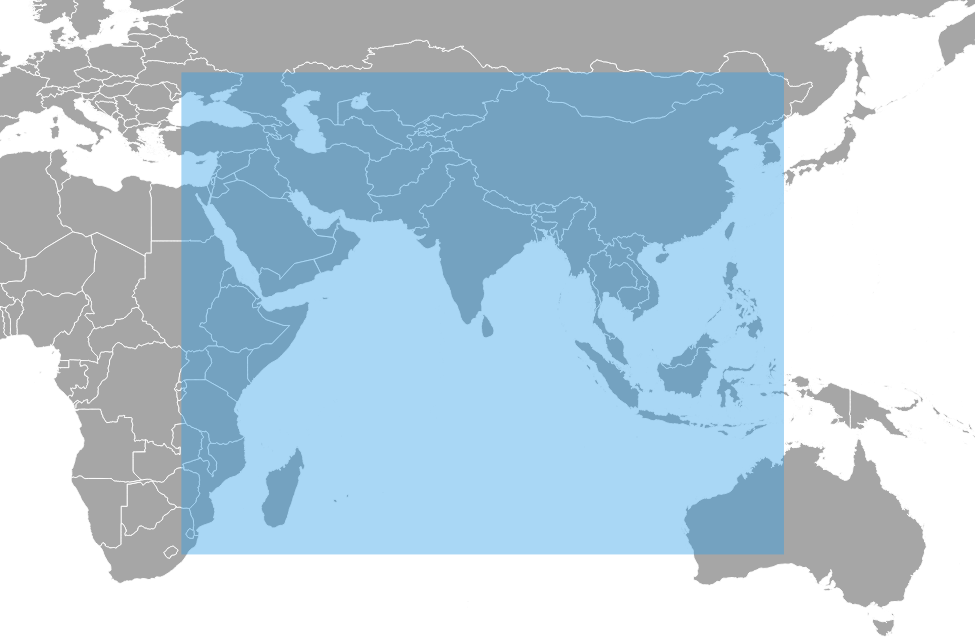
Indian Regional Navigation Satellite System, ungefähre Abdeckung 2015

Indian Regional Navigation Satellite System (IRNSS, deutsch: Indisches regionales Satellitennavigationssystem), auch Navigation Indian Constellation (NAVIC), ist ein regionales indisches Satellitennavigationssystem. Im Gegensatz zu globalen Systemen wie dem US-amerikanischen GPS und dem europäischen Galileo-System ist das IRNSS nur für die Nutzung in Indien und angrenzenden Regionen ausgelegt. Es reicht bis ca. 1500 km über die geopolitischen Grenzen von Indien hinaus.

## Hintergrund
Im Jahr 2004 wurde von der indischen Raumfahrtagentur ISRO ein eigenes Satellitennavigationssystem vorgeschlagen, um vom US-amerikanischen GPS-System unabhängiger zu werden. Im September 2005 wurde eine Übereinkunft zur Mitarbeit am europäisch geführten Galileo-Projekt unterschrieben. Dennoch genehmigte die indische Regierung dem von der ISRO vorgeschlagenen Projekt im Mai 2006 14,2 Milliarden Indische Rupies (etwa 247 Mio. €) für die Entwicklung von IRNSS bestehend aus sieben Satelliten und einer Bodeneinheit. Im Oktober 2006 hatte Indien die Zusammenarbeit und die angebotene Mitfinanzierung von 300 Mio. Euro am Galileo-Projekt aufgrund sicherheitsrelevanter Aspekte wieder infrage gestellt. Speziell wurde der eventuelle chinesische Zugriff auf sensible indische Daten genannt. Auch über eine Mitnutzung des GLONASS-Systems wurde nachgedacht, welche aber damals aufgrund der ausgefallenen Satelliten und der dadurch schlechteren Abdeckung nicht ideal erschien.

## Aufbau und Betrieb
Satelliten, Bodenstation sowie die Empfänger für Endgeräte wurden in Indien produziert. Kontrolliert wird das System mit dem primären Operationszentrum bei Bengaluru über das ISTRAC-Netzwerk. Es gibt zwei unabhängige ISRO Navigationszentren Main (INC 1) und Backup (INC 2). Das Navigationsnetzwerk verfügt mit der IRNSS Network Timing Facility (IRNWT) über eine eigene unabhängige präzise systemweite Zeitbasis.
Drei der sieben Satelliten sind geostationär platziert, die restlichen vier in einer ebenfalls geosynchronen, aber um 29° zur Äquatorialebene geneigten Bahn. Alle sieben Satelliten haben eine ständige Sichtverbindung zur Bodenstation in Indien. Die eigenständig entwickelten Satelliten sollen eine Genauigkeit von bis zu 20 Metern aufweisen. Das Gewicht der Satelliten war mit je etwa 1,3 Tonnen geplant und die Energieversorgung mit Solarmodulen mit einer Leistungsabgabe von 1440 Watt.
Der erste Satellit IRNSS-1A wurde am 1. Juli 2013 auf seine stationäre Bahn gebracht. Mit dem Start des siebten Satelliten 28. April 2016 wurde die Satellitenkonstellation vervollständigt. Mit dem Start dieses Satelliten gab Premierminister Narendra Modi den Namen NAVIC (Navigation Indian Constellation) bekannt. Der Satellit IRNSS-1A, dessen Rubidium-Uhren defekt sind, sollte anschließend durch IRNSS-1H ersetzt werden, dessen Start aber fehlschlug, weil sich die Nutzlastverkleidung nicht von der oberen Raketenstufe trennte. Stattdessen wurde der defekte Satellit 2018 durch den erfolgreich gerstarteten IRNSS-1I ersetzt. Darüber hinaus sind noch zwei weitere baugleiche Satelliten als Reserve vorhanden.
IRNSS besteht aus zwei Diensten: dem Special Positioning Service (SPS) und dem Precision Service (PS). Beide Dienste werden jeweils parallel auf der L5-Frequenz (1,17645 GHz) und im S-Band bei 2,492028 GHz ausgestrahlt. Das SPS-Signal wird auf einen Subträger von 1,023 MHz mittels binärer Phasenmodulation (BPSK) übertragen, das PS-Signal zur genaueren Positionsbestimmung verwendet Binary Offset Carrier in der Konfiguration BOC(5,2). Die beiden unterschiedlichen Übertragungsverfahren werden zur Unterstützung der Codemultiplexverfahren eingesetzt, um die beiden auf derselben Trägerfrequenz ausgestrahlten Dienste empfängerseitig trennen zu können.

## Liste der Satelliten
Alle Satelliten wurden vom Satish Dhawan Space Centre auf Trägerraketen des Typs Polar Satellite Launch Vehicle ins All gebracht.
Stand der Liste: Januar 2025
| Name              | Startdatum | NSSDC-ID  | Anmerkungen                                                              |
| ----------------- | ---------- | --------- | ------------------------------------------------------------------------ |
| IRNSS-1A          | 01.07.2013 | 2013-034A |                                                                          |
| IRNSS-1B          | 04.04.2014 | 2014-017A |                                                                          |
| IRNSS-1C          | 15.10.2014 | 2014-061A |                                                                          |
| IRNSS-1D          | 28.03.2015 | 2015-018A |                                                                          |
| IRNSS-1E          | 20.01.2016 | 2016-003A |                                                                          |
| IRNSS-1F          | 10.03.2016 | 2016-015A |                                                                          |
| IRNSS-1G          | 28.04.2016 | 2016-027A |                                                                          |
| IRNSS-1H          | 31.08.2017 | 2017-051A | Nutzlastverkleidung löste sich nicht; Satellit unbrauchbar               |
| IRNSS-1I          | 11.04.2018 | 2018-035A |                                                                          |
| NVS-01 (IRNSS-1J) | 29.05.2023 | 2023-076A |                                                                          |
| NVS-02 (IRNSS-1K) | 29.01.2025 | 2025-020A | Ausfall des Haupttriebwerks des Satelliten, Betriebsorbit nicht erreicht |